# Jens Knippschild
Jens Knippschild (ur. 15 lutego 1975 w Bad Arolsen) – niemiecki tenisista.

## Kariera tenisowa
Karierę zawodową Knippschild rozpoczął w 1992 roku, a zakończył w 2004 roku. W grze pojedynczej jego najlepszym wynikiem jest awans do finału zawodów kategorii ATP World Tour w Newport, z lipca 2000 roku.
W grze podwójnej Niemiec zwyciężył w dwóch turniejach z cyklu ATP World Tour i awansował do jednego finału.
W 1997 i 2001 roku Knippschild reprezentował Niemcy w Pucharze Davisa, rozgrywając jeden zwycięski pojedynek singlowy oraz jeden wygrany i jeden przegrany mecz deblowy.
W rankingu gry pojedynczej Knippschild najwyżej był na 76. miejscu (9 sierpnia 1999), a w klasyfikacji gry podwójnej na 53. pozycji (9 czerwca 1997).

### Finały w turniejach ATP World Tour
| Nazwa                                                   |
| ------------------------------------------------------- |
| Wielki Szlem                                            |
| Igrzyska olimpijskie                                    |
| ATP Tour World Championships / Tennis Masters Cup       |
| ATP Masters Series                                      |
| ATP Championship Series / ATP International Series Gold |
| ATP World Series / ATP International Series             |

#### Gra pojedyncza (0–1)
| Końcowy wynik | Nr | Data          | Turniej | Nawierzchnia | Przeciwnik    | Wynik finału |
| ------------- | -- | ------------- | ------- | ------------ | ------------- | ------------ |
| Finalista     | 1. | 16 lipca 2000 | Newport | Trawiasta    | Peter Wessels | 6:7(3), 3:6  |

#### Gra podwójna (2–1)
| Końcowy wynik | Nr | Data             | Turniej   | Nawierzchnia | Partner         | Przeciwnicy                             | Wynik finału        |
| ------------- | -- | ---------------- | --------- | ------------ | --------------- | --------------------------------------- | ------------------- |
| Finalista     | 1. | 4 maja 1997      | Monachium | Ceglana      | Karsten Braasch | Pablo Albano Àlex Corretja              | 6:3, 5:7, 2:6       |
| Zwycięzca     | 1. | 15 lipca 2001    | Båstad    | Ceglana      | Karsten Braasch | Simon Aspelin Andrew Kratzmann          | 7:6(3), 4:6, 7:6(5) |
| Zwycięzca     | 2. | 15 września 2002 | Bukareszt | Ceglana      | Peter Nyborg    | Emilio Benfele Álvarez Andrés Schneiter | 6:3, 6:3            |